# Carmen Argibay
Carmen Argibay, née le 15 juin 1939 et morte le 10 mai 2014 à Buenos Aires, est une magistrate argentine.

## Biographie
Carmen Argibay naît le 15 juin 1939.
Elle étudie à la faculté de droit de l'université de Buenos Aires où elle obtient son diplôme d'avocate le 11 juin 1964.
Elle travaille dans plusieurs tribunaux publics et enseigne le droit dans plusieurs universités jusqu'au coup d'État militaire de 1976. Arrêtée et détenue jusqu'en décembre, elle décide de se tourner vers le droit privé.
Elle fonde l'Association des femmes juges d'Argentine en 1979,.
Carmen Argibay est nommée juge en juin 1984. Elle dirige le Tribunal national de première instance en matière pénale lettre "Q" de la capitale fédérale jusqu'à ce qu'elle soit promue juge de la Cour d'appel nationale en matière pénale et correctionnelle de la capitale fédérale en décembre 1988.
Elle est membre du Tribunal international des femmes pour la poursuite de l'esclavage sexuel, qui a condamné l'armée japonaise en décembre 2000 pour des crimes commis pendant la Seconde Guerre mondiale.
Elle est membre de l'Association internationale de droit pénal et membre fondatrice de l'Association internationale des femmes juges, qu'elle a présidée de 1998 à 2000,.
En juin 2001, elle est nommée par l'Assemblée générale des Nations unies comme juge ad litem (pour les besoins du procès) au Tribunal pénal international chargé de juger les crimes de guerre en ex-Yougoslavie.
Elle prend sa retraite le 1er janvier 2002.
En 2004, elle est nommée juge à la Cour suprême sur proposition du président Néstor Kirchner. Elle devient ainsi la première femme juge sélectionnée pour la Cour par un gouvernement démocratique. Ouvertement déclarée « athée militante » et pro-avortement, sa nomination suscite de nombreuses réactions dont celle de l'Église catholique.
Carmen Argibay meurt 10 mai 2014 à Buenos Aires, d'un arrêt cardio-respiratoire à l'Instituto Argentino de Diagnóstico y Tratamiento (IADT).

## Postérité
Le 5 septembre 2014, soit un an après sa mort, La Cour supérieure de justice d'Entre Ríos lui rend hommage en inaugurant le Centre judiciaire de genre qui porte son nom.